# Маурино (Рыбинский район)
Мау́рино  — деревня Назаровского сельского округа Назаровского сельского поселения Рыбинского района Ярославской области .

## Название
Существует версия, что топонимы с основой Маур- — мерянского происхождения.

## География
Деревня расположена в центре сельского поселения, к северу от дороги, ведущей из Рыбинска в Тутаев (по левому берегу Волги), на удалении около 1 км от дороги и 2,5 км от берега Волги. Деревня стоит на правом, западном берегу небольшого безымянного ручья, теряющегося в расположенном к югу песчаном карьере. Ниже по течению ручья на расстоянии около 300 м стоит деревня Хорошилово, а напротив неё деревня Протасово .

## Население
На 1 января 2007 года в деревне не числилось постоянных жителей . Почтовое отделение, расположенное в центре сельского поселения Назарово обслуживает в деревне 7 домов .